# Folketingswahl April 1953
- K: 7
- A: 61
- B: 13
- E: 9
- Sonst.: 2
- D: 33
- C: 26

Die Folketingswahl am 21. April 1953 war die 46. Wahl zum Folketing, der zweiten Kammer des dänischen Parlaments. Ausgeschrieben wurde die Wahl am 28. März desselben Jahres. Im Vergleich zur vorherigen Wahl gab es nur leichte Verschiebungen. Die Legislatur, während derer die Regierung Eriksen aus Venstre und Det Konservative Folkeparti fortbestand, dauerte nur wenige Monate an. Nach einer Verfassungsänderung im Juni 1953 fanden im September 1953 bereits Neuwahlen statt.

## Wahlmodus
Wahlberechtigt zur Folketingswahl waren alle dänischen Staatsbürger, die das 25. Lebensjahr vollendet hatten und einen Wohnsitz in Dänemark besaßen. Zwei Mandate wurden auf den Färöern verteilt, 149 Mandate wurden im übrigen Dänemark in einer Verhältniswahl vergeben. Dabei wurden zunächst 105 so genannte Wahlkreismandate (kredsmandater) auf die 23 Groß- und Amtskreise (stor- og amtskredse) aufgetrennt und dort nach dem regionalen Stimmverhältnis verteilt. Anschließend wurden landesweit nochmals weitere 44 Ausgleichsmandate (tillægsmandater) ausgegeben, um den Stimmverhältnissen möglichst nahe zu kommen. Für diese Mandatsverteilung kamen jedoch nur Parteien in Betracht, die ein Wahlkreismandat errungen hatten oder in mindestens zwei der drei Landesteile die Stimmzahl erreicht haben, die dem Anteil der gültigen Stimmen pro zu vergebendem Mandat entspricht.

## Ergebnisse

### Dänemark
| Partei                                             | Liste               | Stimmen   | Prozent   | ± %       | Sitze     | ± Sitze   |
| -------------------------------------------------- | ------------------- | --------- | --------- | --------- | --------- | --------- |
| Socialdemokratiet Sozialdemokraten                 | A                   | 836.507   | 40,4 %    | +0,8      | 61        | ▲ 2       |
| Venstre Liberale Partei                            | D                   | 456.896   | 22,1 %    | +0,8      | 33        | ▲ 1       |
| Det Konservative Folkeparti Konservative           | C                   | 358.509   | 17,3 %    | −0,5      | 26        | ▼ 1       |
| Det Radikale Venstre Sozialliberale                | B                   | 178.942   | 08,6 %    | +0,4      | 13        | ▲ 1       |
| Danmarks Retsforbund Gerechtigkeitsbund            | E                   | 0116.288  | 05,6 %    | −2,6      | 09        | ▼ 3       |
| Danmarks Kommunistiske Parti Kommunistische Partei | K                   | 098.940   | 04,8 %    | +0,2      | 07        | ▬ 0       |
| Dansk samling Dänische Einheit                     | R                   | 016.383   | 00,8 %    | neu       | 0         | –         |
| Deutsche Minderheit                                | Deutsche Minderheit | 008.438   | 00,4 %    | +0,1      | 0         | –         |
|                                                    |                     |           |           |           |           |           |
| Wahlberechtigte                                    | Wahlberechtigte     | 2.571.311 | 2.571.311 | 2.571.311 | 2.571.311 | 2.571.311 |
| Abgegebene Stimmen                                 | Abgegebene Stimmen  | 2.077.615 | 2.077.615 | 2.077.615 | 2.077.615 | 2.077.615 |
| Gültige Stimmen                                    | Gültige Stimmen     | 2.070.903 | 2.070.903 | 2.070.903 | 2.070.903 | 2.070.903 |
| Wahlbeteiligung                                    | Wahlbeteiligung     | 80,8 %    | 80,8 %    | 80,8 %    | 80,8 %    | 80,8 %    |

### Färöer
Auf den Färöern fand die Wahl abweichend erst am 7. Mai statt.
| Partei                                       | Stimmen | Prozent | ± %    | Sitze  | ± Sitze |
| -------------------------------------------- | ------- | ------- | ------ | ------ | ------- |
| Sambandsflokkurin Unionisten                 | 1.515   | 45,0 %  | −1,6   | 1      | ▬ 0     |
| Javnaðarflokkurin Sozialdemokraten           | 1.501   | 44,6 %  | +6,0   | 1      | ▬ 0     |
| Sjálvstýrisflokkurin Selbstverwaltungspartei | 0.351   | 10,4 %  | −4,4   | 0      | –       |
|                                              |         |         |        |        |         |
| Wahlberechtigte                              | 17.057  | 17.057  | 17.057 | 17.057 | 17.057  |
| Abgegebene Stimmen                           | 3.403   | 3.403   | 3.403  | 3.403  | 3.403   |
| Gültige Stimmen                              | 3.367   | 3.367   | 3.367  | 3.367  | 3.367   |
| Wahlbeteiligung                              | 20,0 %  | 20,0 %  | 20,0 % | 20,0 % | 20,0 %  |